# آنری روشفور
آنری روشفور (به فرانسوی: Henri Rochefort) روزنامه‌نگار و سیاستمدار قرن نوزدهم میلادی اهل فرانسه است.